# Liste der Nummer-eins-Hits in Frankreich (1968)
Diese Liste enthält alle Nummer-eins-Hits in Frankreich im Jahr 1968. Es gab in diesem Jahr 18 Nummer-eins-Singles und 15 Nummer-eins-Alben.

## Singles
| | Liste der Nummer-eins-Hits in Frankreich | Liste der Nummer-eins-Hits in Frankreich | Liste der Nummer-eins-Hits in Frankreich                                                                                          | 1969 →                    |
| \| Zeitraum \| Wo. ges. \| Interpret \| Titel Autor(en) \| Zusätzliche Informationen \| \| (Zeitraum, Wochen auf Platz eins, Interpret, Titel, Autor[en], zusätzliche Informationen) \| \| \| \| \| \| ----------------------------------------------------------------------------------------- \| -------- \| ----------------- \| --------------------------------------------------------------------------------------------------------------------------------- \| ------------------------- \| \| 11. November 1967 – 5. Januar 1968 8 Wochen \| 8 \| Sheila \| Dans une heure Musik: Claude Léon François Ayot, Jacques André Gilbert Charden; Text: Jacques Plante, Mya Micheline Helyett Taieb \| – \| \| 6. Januar 1968 – 12. Januar 1968 1 Woche \| 1 \| The Bee Gees \| Massachusetts Barry Alan Gibb, Maurice Ernest Gibb, Robin Hugh Gibb \| – \| \| 13. Januar 1968 – 2. Februar 1968 3 Wochen (insgesamt 5) \| 5 \| Mireille Mathieu \| La dernière valse John Barry Mason, Leslie David Reed; französischer Text: Hubert Ithier \| – \| \| 3. Februar 1968 – 8. März 1968 5 Wochen \| 5 \| The Beatles \| Hello, Goodbye John Winston Lennon, Paul James McCartney \| – \| \| 9. März 1968 – 29. März 1968 3 Wochen \| 3 \| Georgette Plana \| Riquita Musik: Ferdinand Benech; Text: Ernest Dumont \| – \| \| 30. März 1968 – 5. April 1968 1 Woche \| 1 \| The Moody Blues \| Nights in White Satin Justin Hayward \| – \| \| 6. April 1968 – 12. April 1968 1 Woche \| 1 \| The Beatles \| Lady Madonna John Winston Lennon, Paul James McCartney \| – \| \| 13. April 1968 – 26. April 1968 2 Wochen \| 2 \| Johnny Hallyday \| À tout casser Musik: Johnny Hallyday, Thomas Francis Brown; Text: Georges Aber \| – \| \| 27. April 1968 – 10. Mai 1968 2 Wochen \| 2 \| Tom Jones \| Delilah John Barry Mason, Leslie David Reed \| – \| \| 11. Mai 1968 – 17. Mai 1968 1 Woche \| 1 \| Claude François \| Jacques a dit Musik: Zazie de Truchis, Jean-Pierre Pilot, Olivier Schultheis; Text: Zazie de Truchis \| – \| \| 18. Mai 1968 – 7. Juni 1968 3 Wochen \| 3 \| Salvatore Adamo \| Le ruisseau de mon enfance Salvatore Adamo \| – \| \| 8. Juni 1968 – 6. September 1968 13 Wochen \| 13 \| Aphrodite’s Child \| Rain and Tears Musik: Evangelos Papathanassiou; Text: Boris Bergman \| – \| \| 7. September 1968 – 20. September 1968 2 Wochen (insgesamt 5) \| 5 \| Peter Holm \| Monia Musik: Gerhard Jäger; Originaltext: Dal Finado; französischer Text: Pierre Saka \| – \| \| 21. September 1968 – 11. Oktober 1968 3 Wochen (insgesamt 4) \| 4 \| Mary Hopkin \| Those Were the Days Gene Raskin \| – \| \| 12. Oktober 1968 – 18. Oktober 1968 1 Woche (insgesamt 5) \| 5 \| Peter Holm \| Monia Musik: Gerhard Jäger; Originaltext: Dal Finado; französischer Text: Pierre Saka \| – \| \| 19. Oktober 1968 – 25. Oktober 1968 1 Woche (insgesamt 4) \| 4 \| Mary Hopkin \| Those Were the Days Gene Raskin \| – \| \| 26. Oktober 1968 – 8. November 1968 2 Wochen (insgesamt 5) \| 5 \| Peter Holm \| Monia Musik: Gerhard Jäger; Originaltext: Dal Finado; französischer Text: Pierre Saka \| – \| \| 9. November 1968 – 22. November 1968 2 Wochen \| 2 \| Johnny Hallyday \| Cours plus vite Charlie Marijohn Wilkin, Wayne P. Walker \| – \| \| 23. November 1968 – 29. November 1968 1 Woche \| 1 \| Sheila \| Long sera l’hiver Musik: Claude Léon François Ayot; Text: Jacques Plante \| – \| \| 30. November 1968 – 6. Dezember 1968 1 Woche \| 1 \| Joe Dassin \| Ma bonne étoile Musik: Mario Panzeri, Lorenzo Pilat; Originaltext: Daniele Pace; französischer Text: Pierre Delanoë \| – \| \| 7. Dezember 1968 – 3. Januar 1969 4 Wochen \| 4 \| Salvatore Adamo \| Pauvre Verlaine Salvatore Adamo \| – \| |                                          |                                          | |                           |
| |                                          |                                          | | → 1969 →                  |
| Zeitraum | Wo. ges.                                 | Interpret                                | Titel Autor(en) | Zusätzliche Informationen |
| (Zeitraum, Wochen auf Platz eins, Interpret, Titel, Autor[en], zusätzliche Informationen) |                                          |                                          | |                           |
| 11. November 1967 – 5. Januar 1968 8 Wochen | 8                                        | Sheila                                   | Dans une heure Musik: Claude Léon François Ayot, Jacques André Gilbert Charden; Text: Jacques Plante, Mya Micheline Helyett Taieb | –                         |
| 6. Januar 1968 – 12. Januar 1968 1 Woche | 1                                        | The Bee Gees                             | Massachusetts Barry Alan Gibb, Maurice Ernest Gibb, Robin Hugh Gibb                                                               | –                         |
| 13. Januar 1968 – 2. Februar 1968 3 Wochen (insgesamt 5) | 5                                        | Mireille Mathieu                         | La dernière valse John Barry Mason, Leslie David Reed; französischer Text: Hubert Ithier                                          | –                         |
| 3. Februar 1968 – 8. März 1968 5 Wochen | 5                                        | The Beatles                              | Hello, Goodbye John Winston Lennon, Paul James McCartney                                                                          | –                         |
| 9. März 1968 – 29. März 1968 3 Wochen | 3                                        | Georgette Plana                          | Riquita Musik: Ferdinand Benech; Text: Ernest Dumont                                                                              | –                         |
| 30. März 1968 – 5. April 1968 1 Woche | 1                                        | The Moody Blues                          | Nights in White Satin Justin Hayward                                                                                              | –                         |
| 6. April 1968 – 12. April 1968 1 Woche | 1                                        | The Beatles                              | Lady Madonna John Winston Lennon, Paul James McCartney                                                                            | –                         |
| 13. April 1968 – 26. April 1968 2 Wochen | 2                                        | Johnny Hallyday                          | À tout casser Musik: Johnny Hallyday, Thomas Francis Brown; Text: Georges Aber                                                    | –                         |
| 27. April 1968 – 10. Mai 1968 2 Wochen | 2                                        | Tom Jones                                | Delilah John Barry Mason, Leslie David Reed                                                                                       | –                         |
| 11. Mai 1968 – 17. Mai 1968 1 Woche | 1                                        | Claude François                          | Jacques a dit Musik: Zazie de Truchis, Jean-Pierre Pilot, Olivier Schultheis; Text: Zazie de Truchis                              | –                         |
| 18. Mai 1968 – 7. Juni 1968 3 Wochen | 3                                        | Salvatore Adamo                          | Le ruisseau de mon enfance Salvatore Adamo                                                                                        | –                         |
| 8. Juni 1968 – 6. September 1968 13 Wochen | 13                                       | Aphrodite’s Child                        | Rain and Tears Musik: Evangelos Papathanassiou; Text: Boris Bergman                                                               | –                         |
| 7. September 1968 – 20. September 1968 2 Wochen (insgesamt 5) | 5                                        | Peter Holm                               | Monia Musik: Gerhard Jäger; Originaltext: Dal Finado; französischer Text: Pierre Saka                                             | –                         |
| 21. September 1968 – 11. Oktober 1968 3 Wochen (insgesamt 4) | 4                                        | Mary Hopkin                              | Those Were the Days Gene Raskin                                                                                                   | –                         |
| 12. Oktober 1968 – 18. Oktober 1968 1 Woche (insgesamt 5) | 5                                        | Peter Holm                               | Monia Musik: Gerhard Jäger; Originaltext: Dal Finado; französischer Text: Pierre Saka                                             | –                         |
| 19. Oktober 1968 – 25. Oktober 1968 1 Woche (insgesamt 4) | 4                                        | Mary Hopkin                              | Those Were the Days Gene Raskin                                                                                                   | –                         |
| 26. Oktober 1968 – 8. November 1968 2 Wochen (insgesamt 5) | 5                                        | Peter Holm                               | Monia Musik: Gerhard Jäger; Originaltext: Dal Finado; französischer Text: Pierre Saka                                             | –                         |
| 9. November 1968 – 22. November 1968 2 Wochen | 2                                        | Johnny Hallyday                          | Cours plus vite Charlie Marijohn Wilkin, Wayne P. Walker                                                                          | –                         |
| 23. November 1968 – 29. November 1968 1 Woche | 1                                        | Sheila                                   | Long sera l’hiver Musik: Claude Léon François Ayot; Text: Jacques Plante                                                          | –                         |
| 30. November 1968 – 6. Dezember 1968 1 Woche | 1                                        | Joe Dassin                               | Ma bonne étoile Musik: Mario Panzeri, Lorenzo Pilat; Originaltext: Daniele Pace; französischer Text: Pierre Delanoë               | –                         |
| 7. Dezember 1968 – 3. Januar 1969 4 Wochen | 4                                        | Salvatore Adamo                          | Pauvre Verlaine Salvatore Adamo                                                                                                   | –                         |

## Alben
| | Liste der Nummer-eins-Hits in Frankreich | Liste der Nummer-eins-Hits in Frankreich | Liste der Nummer-eins-Hits in Frankreich                   | 1969 →                    |
| \| Zeitraum \| Wo. ges. \| Interpret \| Titel \| Zusätzliche Informationen \| \| (Zeitraum, Wochen auf Platz eins, Interpret, Titel, zusätzliche Informationen) \| \| \| \| \| \| ------------------------------------------------------------------------------ \| -------- \| ------------------ \| ---------------------------------------------------------- \| ------------------------- \| \| 30. Dezember 1967 – 26. Januar 1968 4 Wochen \| 4 \| The Rolling Stones \| Their Satanic Majesties Request \| – \| \| 27. Januar 1968 – 23. Februar 1968 4 Wochen \| 4 \| Mireille Mathieu \| Made in France \| – \| \| 24. Februar 1968 – 29. März 1968 5 Wochen (insgesamt 6) \| 6 \| Serge Reggiani \| Et puis ... \| – \| \| 30. März 1968 – 3. Mai 1968 5 Wochen \| 5 \| Jimi Hendrix \| Axis – Bold As Love \| – \| \| 4. Mai 1968 – 31. Mai 1968 4 Wochen \| 4 \| The Moody Blues \| Days of Future Passed \| – \| \| 1. Juni 1968 – 7. Juni 1968 1 Woche \| 1 \| Otis Redding \| The Dock of the Bay \| – \| \| 8. Juni 1968 – 28. Juni 1968 3 Wochen \| 3 \| Otis Redding \| The Otis Redding Story \| – \| \| 29. Juni 1968 – 2. August 1968 5 Wochen \| 5 \| Aretha Franklin \| Aretha: Lady Soul \| – \| \| 3. August 1968 – 9. August 1968 1 Woche \| 1 \| Johnny Hallyday \| Jeune homme \| – \| \| 10. August 1968 – 30. August 1968 3 Wochen (insgesamt 8) \| 8 \| Aretha Franklin \| Aretha: Lady Soul \| – \| \| 31. August 1968 – 27. September 1968 4 Wochen \| 4 \| Michel Polnareff \| 2 (Jour après jour) \| – \| \| 28. September 1968 – 11. Oktober 1968 2 Wochen \| 2 \| Johnny Hallyday \| Rêve et amour \| – \| \| 12. Oktober 1968 – 22. November 1968 6 Wochen (insgesamt 8) \| 8 \| Jacques Brel \| Brel 68 \| – \| \| 23. November 1968 – 29. November 1968 1 Woche (insgesamt 6) \| 6 \| Serge Reggiani \| Et puis ... \| – \| \| 30. November 1968 – 6. Dezember 1968 1 Woche \| 1 \| Jacques Brel \| Brel 68 \| – \| \| 7. Dezember 1968 – 13. Dezember 1968 1 Woche \| 1 \| Nana Mouskouri \| Nana \| – \| \| 14. Dezember 1968 – 20. Dezember 1968 1 Woche (insgesamt 8) \| 8 \| Jacques Brel \| Brel 68 \| – \| \| 21. Dezember 1968 – 27. Dezember 1968 1 Woche \| 1 \| Mireille Mathieu \| Le merveilleux petit monde de Mireille Mathieu chante noël \| – \| \| 28. Dezember 1968 – 7. Februar 1969 6 Wochen \| 6 \| Ivan Rebroff \| Chants folkloriques de la vieille Russie \| – \| |                                          |                                          |                                                            |                           |
| |                                          |                                          |                                                            | → 1969 →                  |
| Zeitraum | Wo. ges.                                 | Interpret                                | Titel                                                      | Zusätzliche Informationen |
| (Zeitraum, Wochen auf Platz eins, Interpret, Titel, zusätzliche Informationen) |                                          |                                          |                                                            |                           |
| 30. Dezember 1967 – 26. Januar 1968 4 Wochen | 4                                        | The Rolling Stones                       | Their Satanic Majesties Request                            | –                         |
| 27. Januar 1968 – 23. Februar 1968 4 Wochen | 4                                        | Mireille Mathieu                         | Made in France                                             | –                         |
| 24. Februar 1968 – 29. März 1968 5 Wochen (insgesamt 6) | 6                                        | Serge Reggiani                           | Et puis ...                                                | –                         |
| 30. März 1968 – 3. Mai 1968 5 Wochen | 5                                        | Jimi Hendrix                             | Axis – Bold As Love                                        | –                         |
| 4. Mai 1968 – 31. Mai 1968 4 Wochen | 4                                        | The Moody Blues                          | Days of Future Passed                                      | –                         |
| 1. Juni 1968 – 7. Juni 1968 1 Woche | 1                                        | Otis Redding                             | The Dock of the Bay                                        | –                         |
| 8. Juni 1968 – 28. Juni 1968 3 Wochen | 3                                        | Otis Redding                             | The Otis Redding Story                                     | –                         |
| 29. Juni 1968 – 2. August 1968 5 Wochen | 5                                        | Aretha Franklin                          | Aretha: Lady Soul                                          | –                         |
| 3. August 1968 – 9. August 1968 1 Woche | 1                                        | Johnny Hallyday                          | Jeune homme                                                | –                         |
| 10. August 1968 – 30. August 1968 3 Wochen (insgesamt 8) | 8                                        | Aretha Franklin                          | Aretha: Lady Soul                                          | –                         |
| 31. August 1968 – 27. September 1968 4 Wochen | 4                                        | Michel Polnareff                         | 2 (Jour après jour)                                        | –                         |
| 28. September 1968 – 11. Oktober 1968 2 Wochen | 2                                        | Johnny Hallyday                          | Rêve et amour                                              | –                         |
| 12. Oktober 1968 – 22. November 1968 6 Wochen (insgesamt 8) | 8                                        | Jacques Brel                             | Brel 68                                                    | –                         |
| 23. November 1968 – 29. November 1968 1 Woche (insgesamt 6) | 6                                        | Serge Reggiani                           | Et puis ...                                                | –                         |
| 30. November 1968 – 6. Dezember 1968 1 Woche | 1                                        | Jacques Brel                             | Brel 68                                                    | –                         |
| 7. Dezember 1968 – 13. Dezember 1968 1 Woche | 1                                        | Nana Mouskouri                           | Nana                                                       | –                         |
| 14. Dezember 1968 – 20. Dezember 1968 1 Woche (insgesamt 8) | 8                                        | Jacques Brel                             | Brel 68                                                    | –                         |
| 21. Dezember 1968 – 27. Dezember 1968 1 Woche | 1                                        | Mireille Mathieu                         | Le merveilleux petit monde de Mireille Mathieu chante noël | –                         |
| 28. Dezember 1968 – 7. Februar 1969 6 Wochen | 6                                        | Ivan Rebroff                             | Chants folkloriques de la vieille Russie                   | –                         |